# Saillac (Corrèze)
Saillac (okzitanisch Salhac) ist eine französische Gemeinde mit 210 Einwohnern (Stand 1. Januar 2022) in der Region Nouvelle-Aquitaine im Département Corrèze am westlichen Rand des Zentralmassivs.

## Geografie
Tulle, die Präfektur des Départements, liegt ungefähr 40 Kilometer nordöstlich, Brive-la-Gaillarde etwa 20 Kilometer nordwestlich und Beaulieu-sur-Dordogne rund 24 Kilometer südöstlich.

### Nachbargemeinden
Nachbargemeinden von Saillac sind Collonges-la-Rouge im Norden und Osten, Chauffour-sur-Vell im Südosten, Cavagnac im Süden und Ligneyrac im Westen.

### Verkehr
Die Anschlussstelle 53 zur Autoroute A20 liegt etwa 18 Kilometer leicht nordwestlich.

## Wappen
Beschreibung: In Gold eine rote Rose.

## Bevölkerungsentwicklung
| Jahr      | 1962 | 1968 | 1975 | 1982 | 1990 | 1999 | 2007 | 2017 |
| Einwohner | 155  | 202  | 165  | 143  | 163  | 157  | 176  | 205  |

## Sehenswürdigkeiten
- Die Kirche der Nativité de Saint-Jean-Baptiste, ein Sakralbau aus dem 12. und 19. Jahrhundert, ist als Monument historique seit dem 23. Januar 2007[1] klassifiziert.